# Verkeersongeval

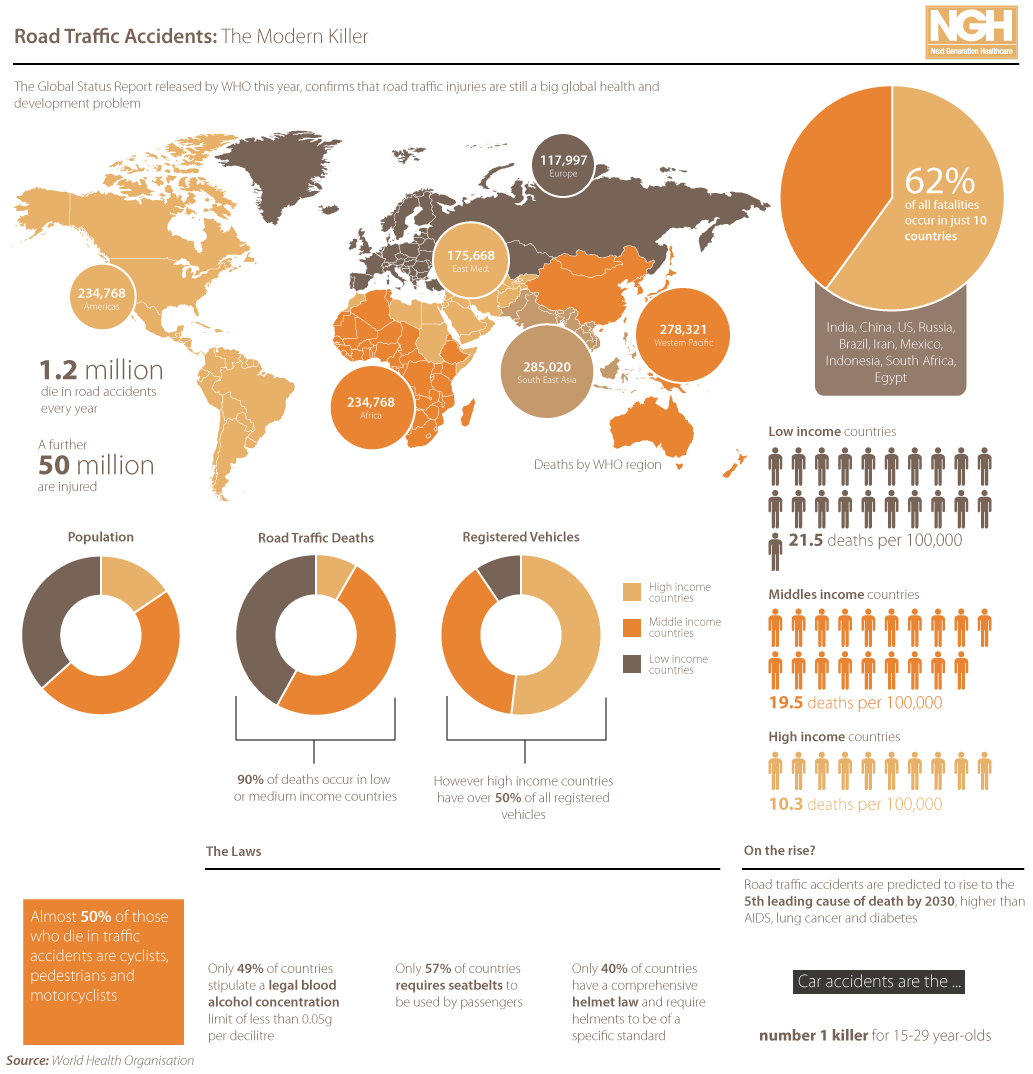
Infografiek verkeersongevallen

Een verkeersongeval of verkeersongeluk is een ongeval (meestal een botsing, soms iets anders, bijvoorbeeld te water raken) waarbij een of meer verkeersdeelnemers betrokken zijn. Dit kunnen motorvoertuigen zijn, maar bijvoorbeeld ook fietsers of voetgangers. Om inzicht te krijgen in de verkeersveiligheid op bepaalde locaties worden verkeersongevallen in Nederland door de politie geregistreerd. Hierbij worden drie gradaties aangehouden: uitsluitend materiële schade (u.m.s.), letselschade en dodelijk. Locaties waar in een periode van drie jaar ten minste zes ongevallen met letselschade of doden plaatsvinden worden in dit kader ook wel black spots (zwarte vlekken) genoemd.

## Geschiedenis
Op 24 september 1901 vond het eerste auto-ongeluk met voor een mens dodelijke afloop in Nederland plaats. Aan de voet van de Valkenburgse Cauberg botste een auto waarvan de remmen het niet meer deden, tegen de middeleeuwse Grendelpoort. De 41-jarige kapitein van de Nederlandse generale staf F.W.A. baron van Asbeck raakte dodelijk gewond, de Duitse militaire attaché luitenant-kolonel Von Ziegler zwaar gewond.

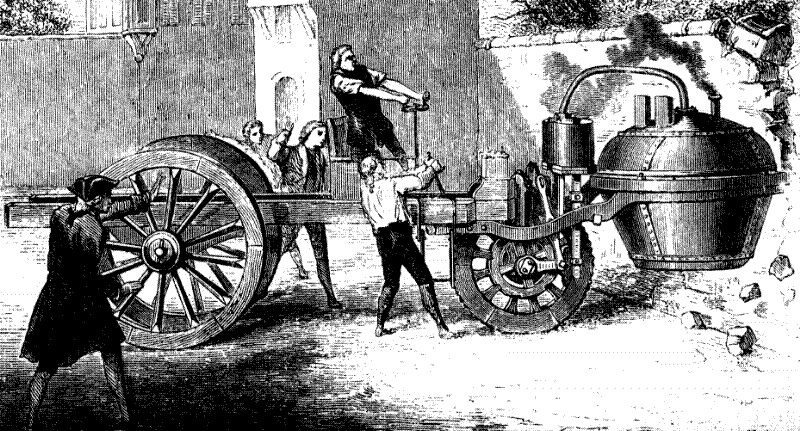
Eerste verkeersongeval (1770): voertuig van Nicolas-Joseph Cugnot rijdt tegen een muur
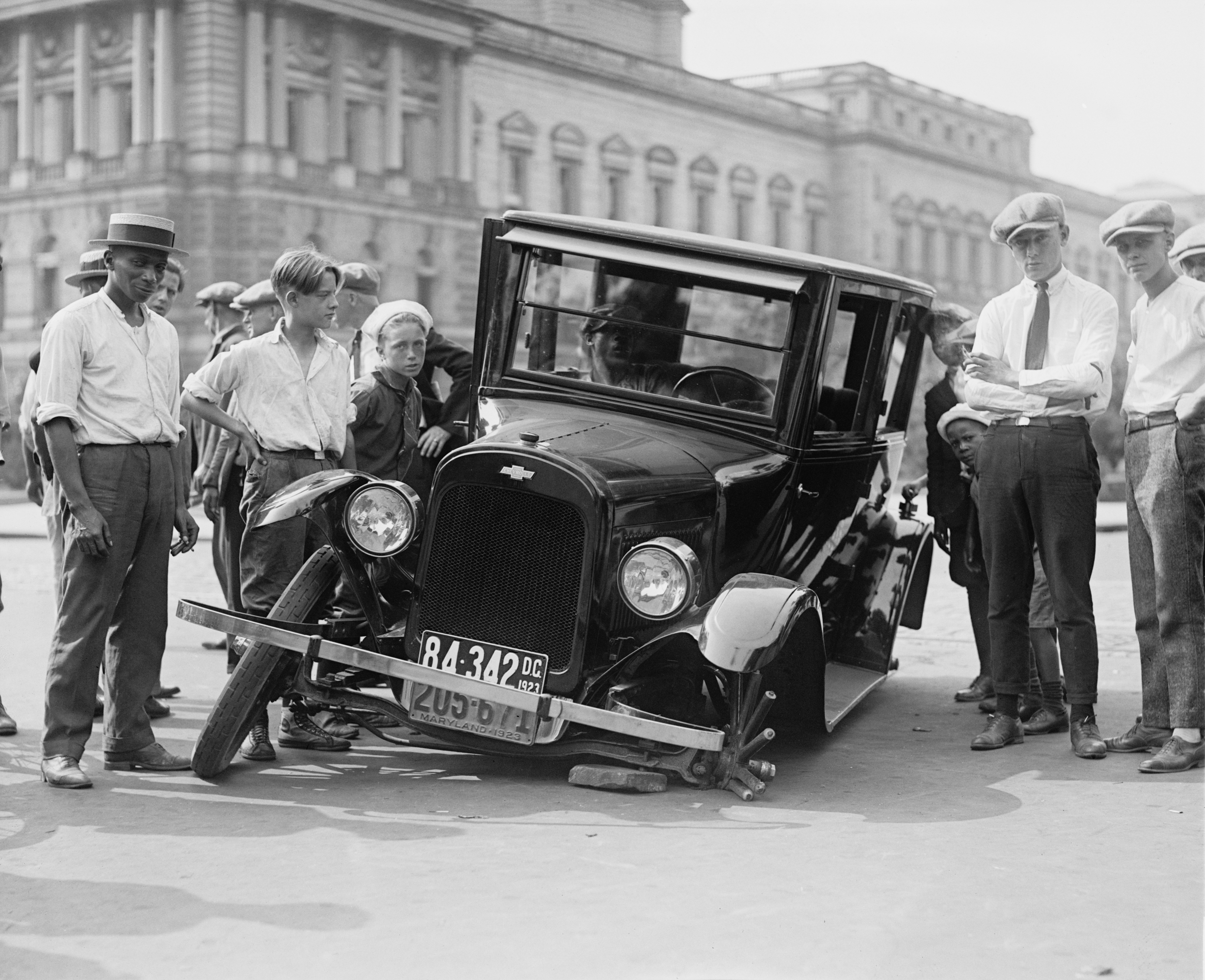
Verongelukte Chevrolet, 1923
- Bioscoopjournaal uit 1973. Kleuters krijgen van de politie verkeersles door middel van poppenkast met Jan Klaassen.

## Soorten ongevallen

### Eenzijdig ongeval

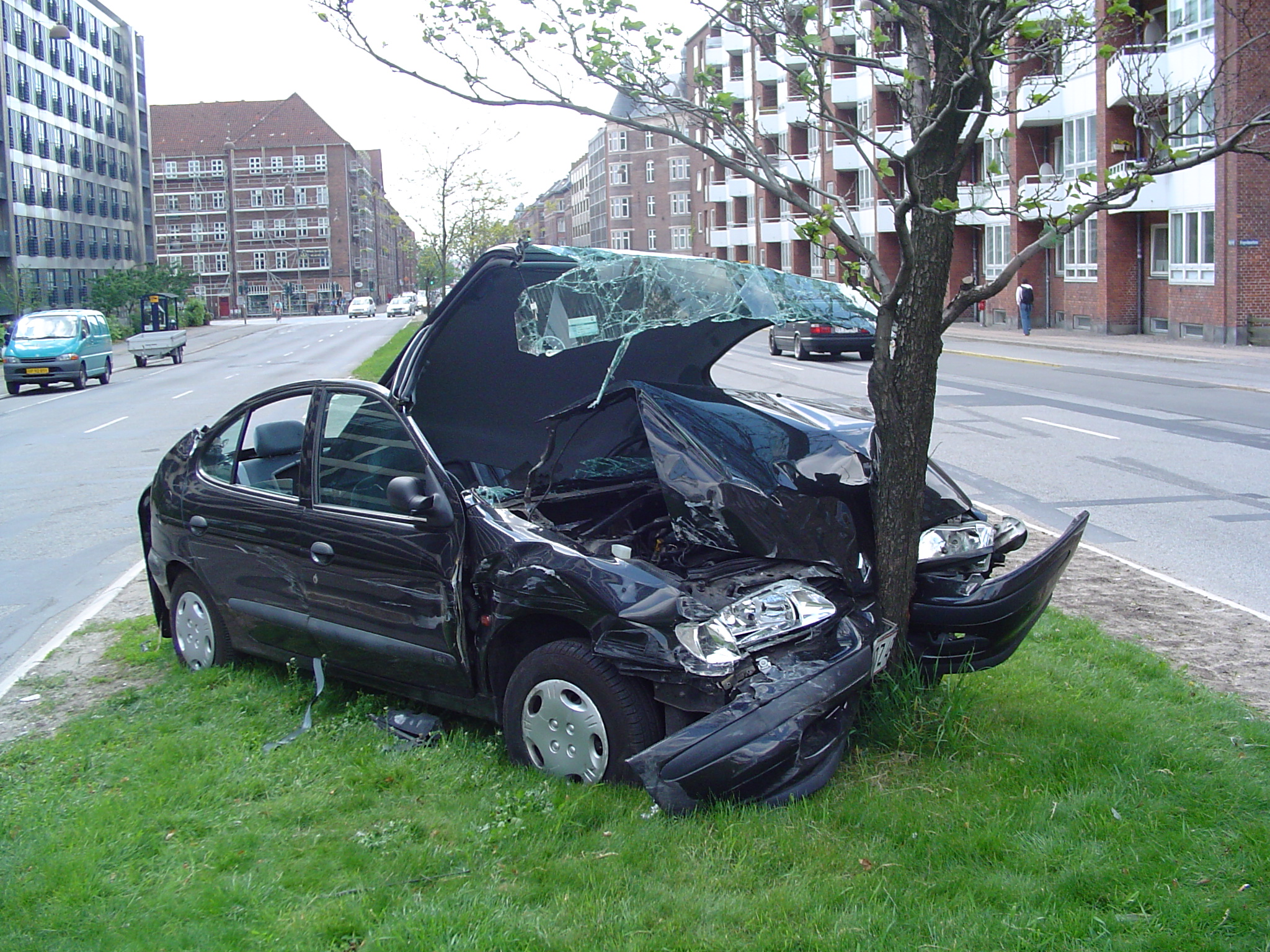
Eenzijdig ongeval

Bij een eenzijdig ongeval is er maar één verkeersdeelnemer betrokken bij het ongeval. Eenzijdige ongevallen gebeuren vaak doordat de bestuurder de controle over zijn voertuig verliest, van de weg af raakt en tegen een obstakel (zoals een boom of lantaarnpaal) rijdt, of in het water of een ravijn terechtkomt. Ook gebeurt het dat iemand bij het verrichten van een bijzondere verrichting een paaltje, boom, muur of geparkeerde auto raakt. Hoewel niet rechtstreeks bij het ongeval betrokken, kan de eigenaar van zo'n voorwerp wel schade oplopen.

### Tweezijdig ongeval

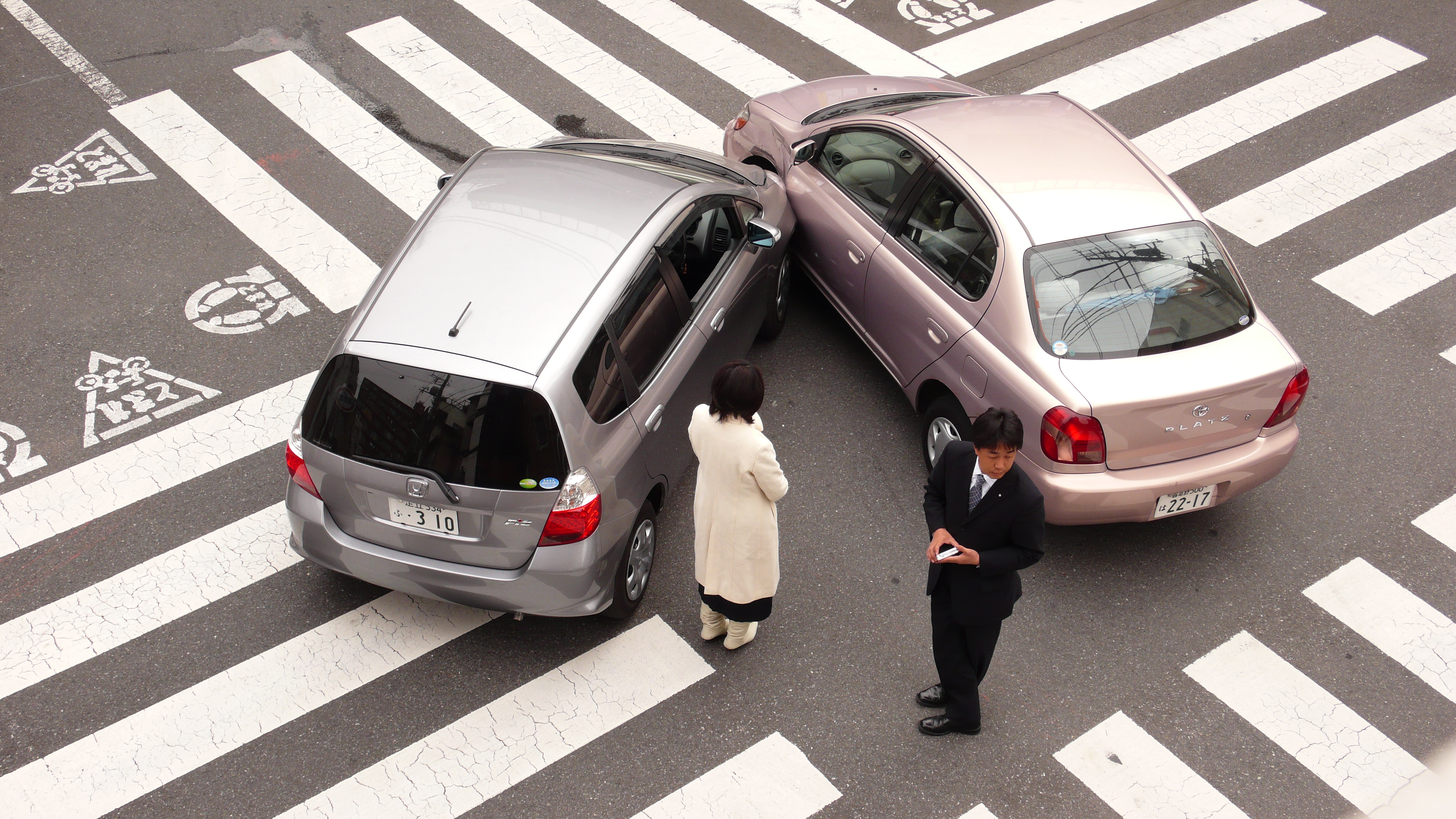
Botsing op een kruispunt in de Japanse hoofdstad Tokio

Bij een tweezijdig ongeval zijn ten minste twee verkeersdeelnemers betrokken. Bijvoorbeeld twee auto's die tegen elkaar botsen of een automobilist die een fietser of voetganger aanrijdt. Meestal wordt dan gesproken van een aanrijding.
Een aanrijding met wild wordt een wildaanrijding genoemd.
Uit onderzoek van CBR en verzekeraars blijkt dat 40 procent van de verkeersongevallen bestaat uit kop-staartbotsing. In negentig procent van de gevallen valt dit tweezijdig ongeval te wijten aan onvoldoende afstand tussen de twee voertuigen.
Als er (zeer) veel auto's betrokken zijn spreekt men van een kettingbotsing.

## Afhandeling

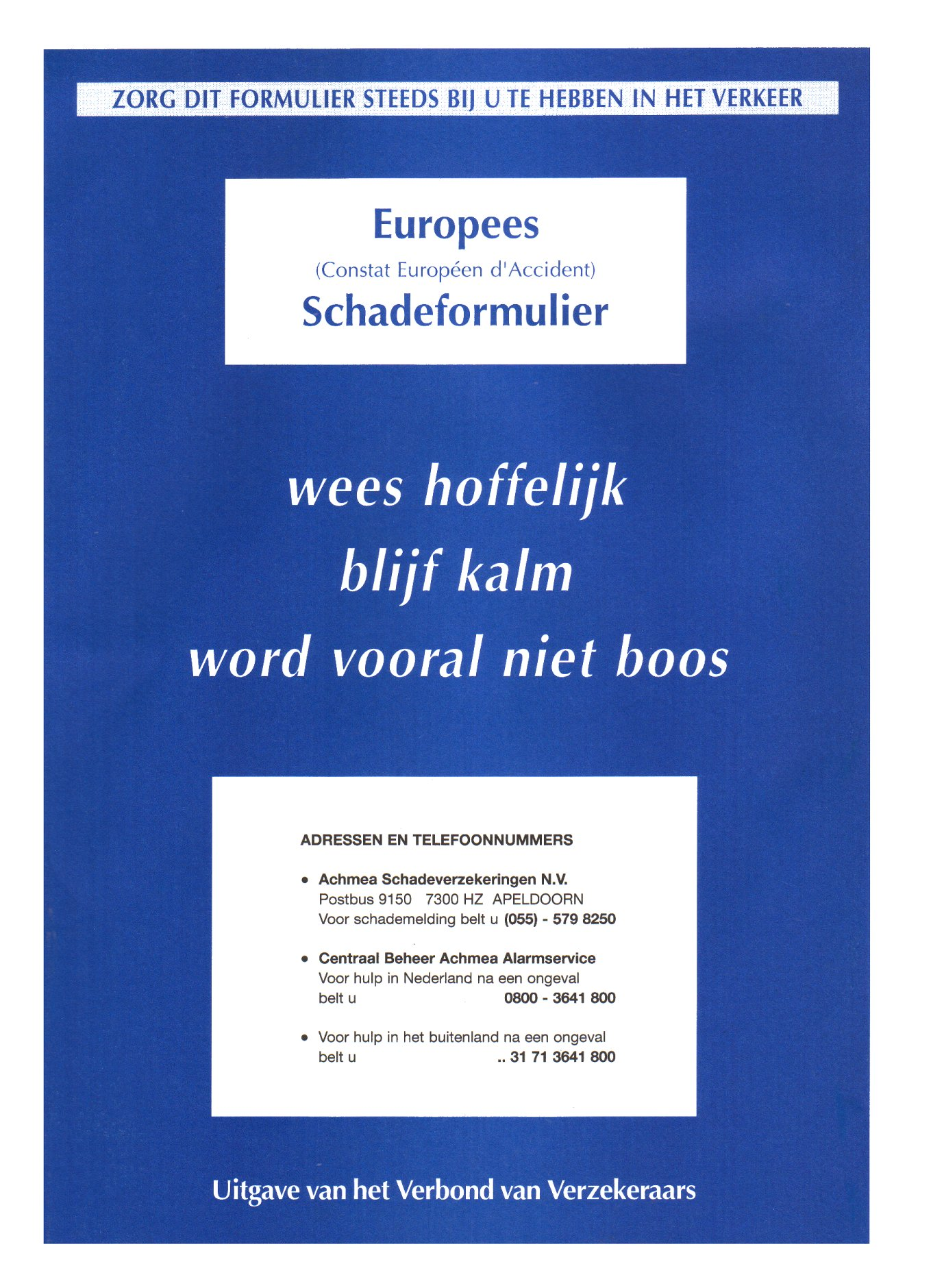
Europees Schadeformulier

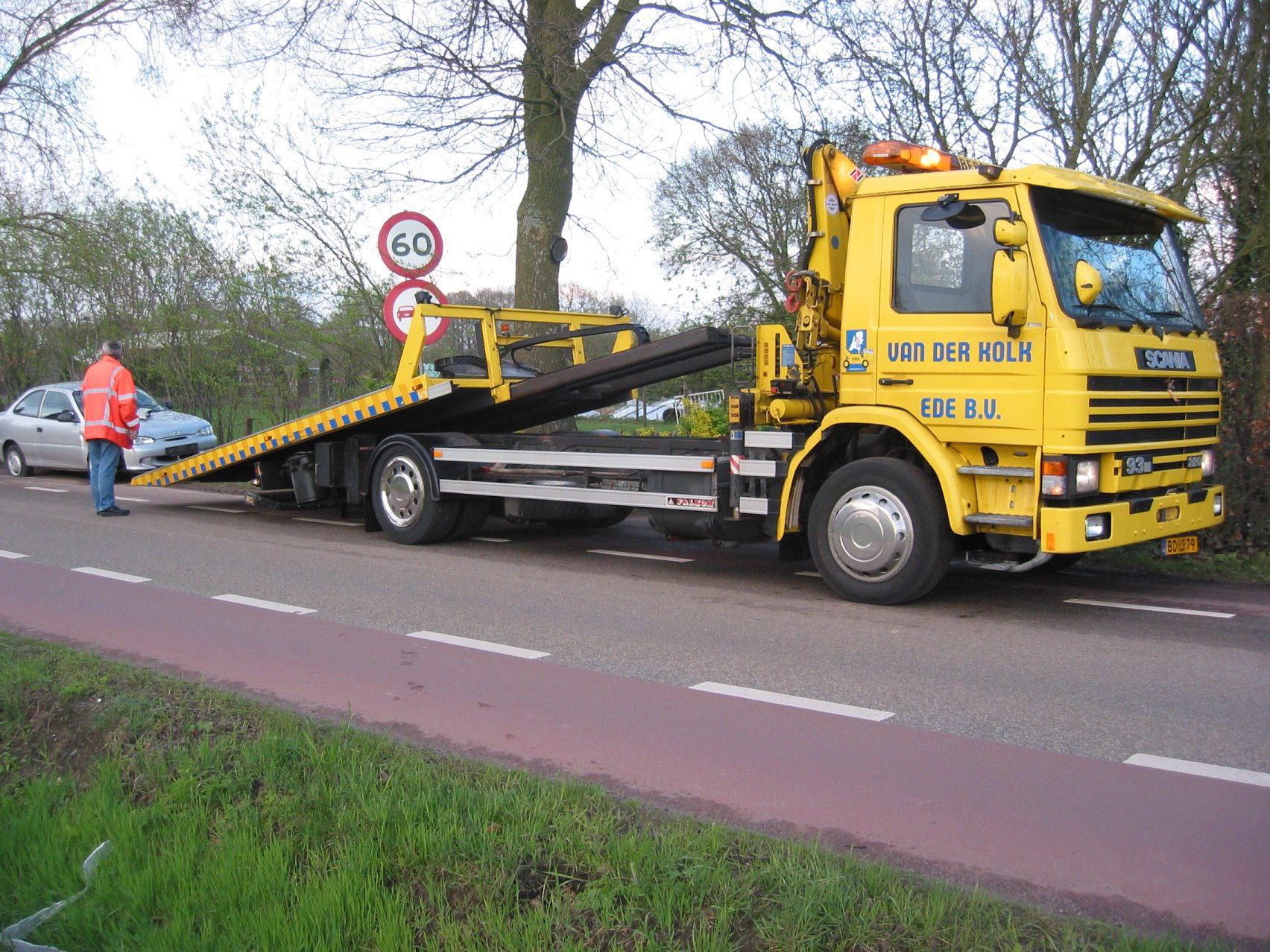
Bergingstruck

Bij persoonlijk letsel moet altijd de politie ingeschakeld worden. Hiervoor kan het alarmnummer 112 gebeld worden. Ook moet dit gebeuren als een overheidseigendom, zoals een lantaarnpaal, beschadigd wordt. In de overige gevallen mogen in veel landen, waaronder Nederland, de betrokkenen de afhandeling van de schade onderling regelen. Voor een goede afhandeling is het belangrijk dat er getuigen zijn en dat de plaats van het ongeval zo goed mogelijk geschetst of gefotografeerd wordt en de toedracht duidelijk beschreven wordt. Hiervoor worden door de verzekeringsmaatschappijen gestandaardiseerde schadeformulieren beschikbaar gesteld. Wanneer beide partijen het niet eens zijn en daardoor niet gezamenlijk een formulier kunnen of willen invullen, is het verstandig de politie in te schakelen. Doorrijden na een aanrijding is altijd strafbaar.
Slachtoffers met ernstig letsel worden met een ambulance naar het ziekenhuis vervoerd. Soms zitten de slachtoffers bekneld en moeten ze door de brandweer uit de auto bevrijd worden. De brandweer beschikt hiervoor over hydraulische kniptangen en breekijzers.
Ten slotte moeten auto's die niet meer kunnen rijden geborgen worden. Dit gebeurt meestal door een bergingsbedrijf of een garagebedrijf, die hier speciale voertuigen, een bergingstruck of afsleepwagen, voor hebben. Een afsleepwagen kan gebruikt worden als beide voorwielen of achterwielen nog kunnen draaien. Vaak wordt de auto met een lier op de bergingstruck getrokken. De chauffeur kan met een afstandsbediening de lier bedienen.
Na een ongeval wordt gecontroleerd wat de toedracht van het ongeval is geweest, of de betrokkenen te hard of gevaarlijk hebben gereden en of alcohol, drugs of medicijnen een rol gespeeld hebben.

## Veiligheid auto
Tegenwoordig zijn de auto's voorzien van een veiligheidskooi, kreukelzone en airbags ter voorkoming van letsel van de bestuurder en passagiers. De snelwegen zijn voorzien van bermbeveiliging met geleiderails en kreukelzones.

### Autokeuring
Auto's ouder dan drie jaar moeten jaarlijks gekeurd worden, de zogenaamde algemene periodieke keuring (APK). Hierdoor komen er minder ongelukken voor die te wijten zijn aan technische gebreken zoals gladde banden of niet goed werkende remmen.

## Verzekering
Om er zeker van te zijn dat een slachtoffer de schade vergoed krijgt, moeten motorrijtuigen, waaronder auto's, bromfietsen en motorfietsen verplicht tegen aansprakelijkheid verzekerd worden.

## Verkeersregels

### Nederland
Om ongevallen te voorkomen zijn er verkeersregels ingesteld en moeten bestuurders van motorvoertuigen en bromfietsen beschikken over een rijbewijs. Daarnaast zijn er regels met betrekking tot verplichtingen van betrokkenen. Zo mogen zij de plaats van een ongeval slechts onder bepaalde voorwaarden verlaten. Deze voorwaarden worden in Nederland genoemd in artikel 7 van de Wegenverkeerswet. Het is een misdrijf om de plaats van het ongeval te verlaten zonder identiteitsgegevens achter te laten of een slachtoffer met letsel hulpeloos achter te laten. De straffen die opgelegd kunnen worden, zijn:
- maximaal 3 maanden hechtenis of een geldboete van maximaal € 8200 (derde categorie)
- invordering van het rijbewijs
- maximaal 5 jaar ontzegging van de rijbevoegdheid (10 jaar bij recidive)